# Willy Dortu
 (novembre 2023).
La mise en forme du texte ne suit pas les recommandations de Wikipédia : il faut le « wikifier ».
Les points d'amélioration suivants sont les cas les plus fréquents :
- Les titres sont pré-formatés par le logiciel. Ils ne sont ni en capitales, ni en gras.
- Le texte ne doit pas être écrit en capitales (les noms de famille non plus), ni en gras, ni en italique, ni en « petit »…
- Le gras n'est utilisé que pour surligner le titre de l'article dans l'introduction, une seule fois.
- L'italique est rarement utilisé : mots en langue étrangère, titres d'œuvres, noms de bateaux, etc.
- Les citations ne sont pas en italique mais en corps de texte normal. Elles sont entourées par des guillemets français : « et ».
- Les listes à puces sont à éviter, des paragraphes rédigés étant largement préférés. Les tableaux sont à réserver à la présentation de données structurées (résultats, etc.).
- Les appels de note de bas de page (petits chiffres en exposant, introduits par l'outil «  Source ») sont à placer entre la fin de phrase et le point final[comme ça].
- Les liens internes (vers d'autres articles de Wikipédia) sont à choisir avec parcimonie. Créez des liens vers des articles approfondissant le sujet. Les termes génériques sans rapport avec le sujet sont à éviter, ainsi que les répétitions de liens vers un même terme.
- Les liens externes sont à placer uniquement dans une section « Liens externes », à la fin de l'article. Ces liens sont à choisir avec parcimonie suivant les règles définies. Si un lien sert de source à l'article, son insertion dans le texte est à faire par les notes de bas de page.
- La présentation des références doit suivre les conventions bibliographiques. Il est recommandé d'utiliser les modèles {{Ouvrage}}, {{Chapitre}}, {{Article}}, {{Lien web}} et/ou {{Bibliographie}}. Le mode d'édition visuel peut mettre en forme automatiquement les références.
- Insérer une infobox (cadre d'informations à droite) n'est pas obligatoire pour parachever la mise en page.

Pour une aide détaillée, merci de consulter Aide:Wikification.
Si vous pensez que ces points ont été résolus, vous pouvez retirer ce bandeau et améliorer la mise en forme d'un autre article.
 (novembre 2023).
Willy Dortu, né en 1902 à Verviers et mort à Verviers, le 31 décembre 1982, est un violoncelliste virtuose et un compositeur de musique belge.

## Éléments biographiques
Selon Sudinfo, Willy Dortu a composé sa première pièce à 12 ans et a commencé son éducation musicale à Paris dès 1920 où il s'y forme auprès du violoncelliste Jules Loeb.
Il y devient ami de Jean Cocteau auquel il dédicace ses Deux pièces brèves pour piano, publiées en 1925 aux éditions Maurice Senart, 20, rue du Dragon à Paris.
Willy Dortu se maria deux fois, d'abord avec Jeanne Lejeune, qui lui donne quatre filles et dont il divorcera, puis en 1939 avec la peintre surréaliste Jane Graverol, qui lui donnera un fils, Jean Dortu, et dont il divorcera également en 1954.

## Groupe Instrumental Hrdina
À le fin des années trente, Willy Dortu fonde le « Groupe Instrumental Hrdina».
Ce groupe était composé principalement de musiciens amateurs.
En firent partie :
Violons : R. de Bisschop ; H. Hellinckx ; L. Herszkowicz ; L. Logie ; L. Périlleux ; Mlles S. Pirson ; J. Soubre ; Léon Van Dievoet ; M. Viroux.
Altos : E. Deuse ; M. Everard ; W. Hsü ; M. Kenès.
Cellos : A. Bastin ; C. Lovens ; Mlle J. Périlleux ; A. Vita.
Contrebasse : M. Deuse.
Piano : Mme J. Périlleux.
Flûtes : André Périlleux ; L. Gallet.
Clarinette : M. Van Veld.
Hautbois : J. Périlleux.
Basson : F. Pieters.
Trombone : E. Deuse. 
Un des derniers concerts de ce groupe eut lieu à Wavre-Notre-Dame, le 19 juin 1938 à l'Institut des Dames Ursulines.

## L'Orchestre de chambre Willy Dortu
Après guerre, en 1953,  Willy Dortu tenta de reconstituer un orchestre l' « Orchestre de chambre Willy Dortu » dont son ami l'architecte Léon van Dievoet assure le secrétariat et l'aide à recruter des musiciens amateurs. Ce « groupement instrumental, dont le but initial est l'étude des œuvres classiques, s'adresse aux amateurs, et particulièrement aux jeunes musiciens(nes) ayant déjà une formation sérieuse, et qui souhaite la parfaire», comme on peut le lire dans une lettre de Léon van Dievoet adressée le 5 novembre 1953 à Monsieur le Pasteur Charles-André Marguerat (décédé en 1961), Président du Cercle de Jeunesse Protestant au Temple du Musée : « Orchestre de Chambre Willy Dortu, secrétariat.
Monsieur le Pasteur, Sous la recommandation de Maître Cornil, j'ai l'honneur de vous informer, que Monsieur W. Dortu, reprendra la direction d'un orchestre de chambre. Ce groupement instrumental, dont le but initial est l'étude des œuvres classiques, s'adresse aux amateurs, et particulièrement aux jeunes musiciens(nes) ayant déjà une formation sérieuse, et qui souhaite la parfaire ».

## Mort
Oublié du monde officiel, son souvenir restait présent chez ceux qui l'on connu, lorsqu'il mourut le 31 décembre 1982.
Le journal Le Soir, publia sa nécrologie : « "À qui irions-nous...Voici devant nous le Seigneur de Lumière..." Maître Willy Dortu, violoncelliste, compositeur, pédagogue, s'en est allé pour une symphonie éternelle à la veille de l'an nouveau. Ses élèves et amis se joignent à ses enfants pour vous prier de participer à l'Eucharistie célébrée à son intention le samedi 22 janvier 1983, à 11 heures, en l'église Saint-Paul, 16, drève des Chasseurs à Waterloo».

## Œuvres imprimées
- Dortu, Willy - compositeur,  avec des illustrations de J. Bragard, Partition, Liège, éditions L. Guilleaume, 1921, 3 pages ; 35 cm.

## Œuvres de Willy Dortu
- « Pièce atmosphérique pour piano », 1925.
- « Deux pièces brèves pour piano, dédiées à Jean Cocteau », éditions Maurice Senart, 20, rue du Dragon, Paris, 1925.
- «Morte !» .

Ces morceaux ont été interprétés en 2016 par le pianiste français François Mardirossian.